# ダウンタウン物語 (映画)
『ダウンタウン物語』（ダウンタウンものがたり、Bugsy Malone）は、1976年のイギリスのミュージカル映画。
監督はアラン・パーカー、出演はスコット・バイオとフローリー・ダガーなど。
禁酒法時代のニューヨークのダウンタウンを舞台に二つのギャング団の抗争を描いたクライム・コメディ映画。出演しているのは全て子供であり、20世紀初頭のオールドファッションに身を包んだ彼らがパイ投げマシンガンを乱射しギャングを演じている。当時14歳のジョディ・フォスターが妖艶な歌姫を演じている。

## ストーリー
ダウンタウンのリトルイタリーでは太っちょサムの一派とダンディー・ダンの一派がしのぎを削っていた。しかしダン一派は新型のパイ投げマシンガンを手に入れ攻勢に出る。サムは密造酒工場を襲われ大きな痛手を受ける。機嫌の悪いサムには情婦のタルーラの慰めの言葉も耳に入らなかった。
金欠のボクシングプロモーターである二枚目のバグジーは売れない歌手のブラウジーと知り合い恋人になっていた。しかしタルーラがバグジーにちょっかいを出したのでブラウジーは不機嫌になってしまう。
ウソの密告電話に騙されたサムは多くの部下を失い壊滅寸前に追い込まれてしまった。やがてやってきたダンとサムの会談の場所で、サムは絶体絶命のピンチに陥るがバグジーのおかげで命拾いをする。200ドルの褒美を貰ったバグジーはブラウジーに「いっしょにハリウッドに行こう」と誘う。ブラウジーは機嫌を直すが、直後にバグジーはチンピラにおそわれ無一文になってしまう。
400ドルの大金を積まれたバグジーは、ダン一派のマシンガン強奪を企てみごとに成功を収める。
サムの酒場に車で乗りつけたダン一派と、あらたに新米ギャングたちを手下にしたサム一派の決戦が始まる。飛び交うパイ(中身はクリームではなく漆喰)で真っ白になるサムの酒場。大人を演じていた子供達も漆喰まみれになり、いつしか本来の子供の笑顔にもどり物語は大団円を迎える。

## キャスト
カッコ内は日本語吹替
- バグジー・マロン - スコット・バイオ（小山渚）
- 太っちょサム - ジョン・カッシージ
- ダンディー・ダン - マーティン・レブ
- タルーラ - ジョディ・フォスター（鶴ひろみ）
- ブラウジー - フローリー・ダガー（玉川砂記子）
- ベビーフェイス - デクスター・フレッチャー
  - 日本語吹替版：初回放送1979年2月11日『日曜洋画劇場』

※当時、声優に全員子役を起用したことで話題となった[2]。現在、権利元に音源が残っておらずソフト収録はされていない。

## その他
- 2003年、出演した子供達のその後を追った番組"Bugsy Malone: After They Were Famous"が製作され、2004年にITVで放映された。